# هراند وسکانیان
هراند آوانسی وُسکانیان (ارمنی: Հրանտ Ավանեսի Ոսկանյան زادهٔ ۲۸ دسامبر ۱۹۲۴ - درگذشتهٔ ۱۷ ژانویهٔ ۲۰۲۴) ایران‌شناس ارمنی‌تبار بود.

## درگذشت
وی در ۱۷ ژانویهٔ ۲۰۲۴ در سن ۹۹ سالگی در مسکو درگذشت.

## تجلیل
در سال ۱۳۹۳، در مراسم اختتامیه همایش استادان زبان فارسی و ایران شناسان روسیه، از تلاش‌های وسکانیان، ایران‌شناس معتبر و برجسته روس و مؤلف فرهنگ لغت روسی و فارسی در آستانه ۹۰ سالگی‌اش تجلیل شد و لوح تقدیری از طرف سفیر جمهوری اسلامی ایران در فدراسیون روسیه به وی اعطاء شد. در این مراسم، علیزاده معاون بنیاد ایران‌شناسی، احمدوند معاون پژوهشی دانشگاه علامه طباطبایی، منادی نماینده مردم تبریز، اسکو و آذرشهر در مجلس شورای اسلامی ایران و استادان زبان فارسی و ایران‌شناسان از شهرها و مناطق مختلف روسیه از جمله مسکو، سن پترزبورگ، قازان، داغستان، آستراخان، یکاترینبورگ، نیژنی نووگوراد، اورال جنوبی، اوستیا، ساراتوف، و وارونژ و همچنین از کشورهای بلاروس و تاجیکستان حضور داشتند.

## آثار
- دوره مقدماتی آموزش زبان فارسی، ۱۹۵۱
- فرهنگ روسی به فارسی، گرانت وسکانیان و محسن شجاعی، ناشر: فرهنگ معاصر، ۱۳۹۲

## یادداشت
1. ↑  բանասիրական գիտությունների թեկնածու